# Trincomalee

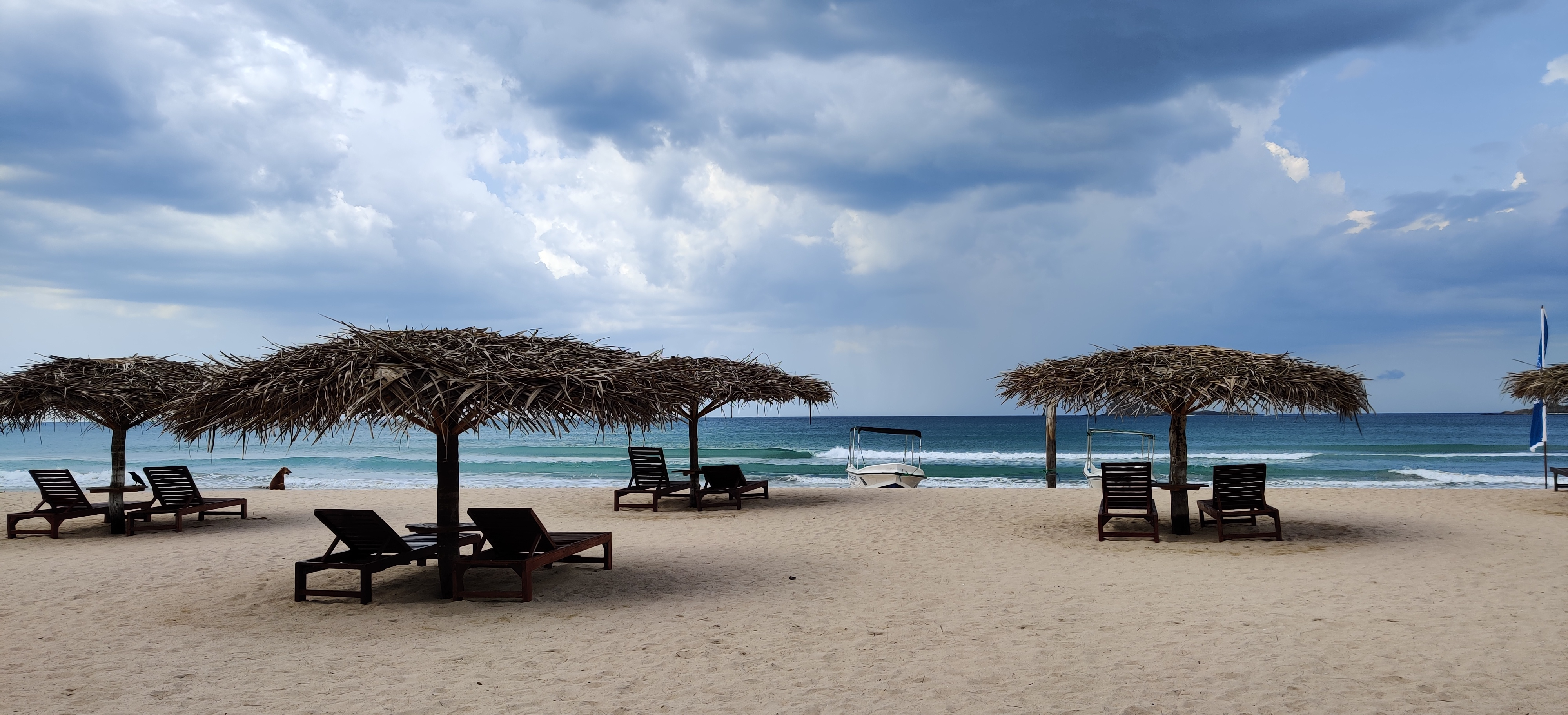
Pláž ve městě

Trincomalee, také známý jako Gokanna a Gokarna, je administrativní ředitelství okresu Trincomalee a hlavní rekreační přístavní město východní provincie, na Srí Lance. Nachází se na východním pobřeží ostrova s výhledem na přístav Trincomalee, Trincomalee je jedním z hlavních center srílanské tamilské kultury na ostrově téměř po tisíciletí. 

## Charakteristika
Město s 99 135 obyvateli je postaveno na stejnojmenném poloostrově, který rozděluje jeho vnitřní a vnější přístavy. Nachází se zde chrám Koneswaram, při němž město vzniklo a získalo své historické tamilské jméno Thirukonamalai.Ve městě se nachází řada historických památek, jako je Bhadrakali Amman Temple, Trincomalee, Trincomalee hinduistický kulturní sál a Trincomalee Hindu College, otevřená v roce 1897. Je zde také železniční stanice a trajekt.
Trincomalee je posvátné pro srílanské Tamily a hinduisty po celém světě. Město má mnoho hinduistických památek historického významu. Tato místa jsou pro hinduisty posvátná a někteří buddhisté na nich také uctívají.
Mezi nejvýznamnější místa patří chrámový komplex Koneswaram, jeho chrám Bhadrakali na Konesar Road a pláž Salli Muthumariamman Kovil z Uppuveli na předměstí Trincomalee v Sambalativu.

## Galerie

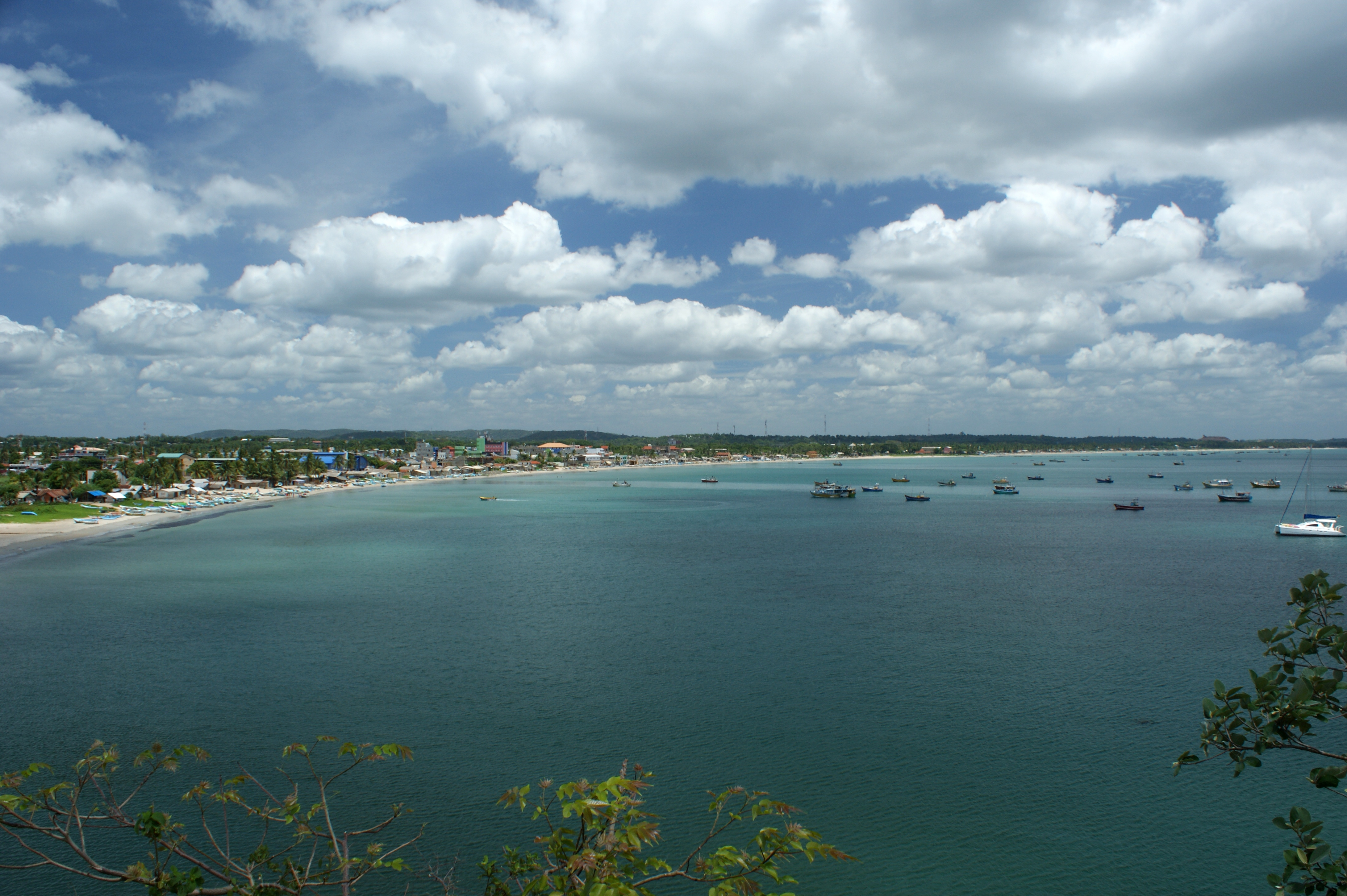
Pohled na město
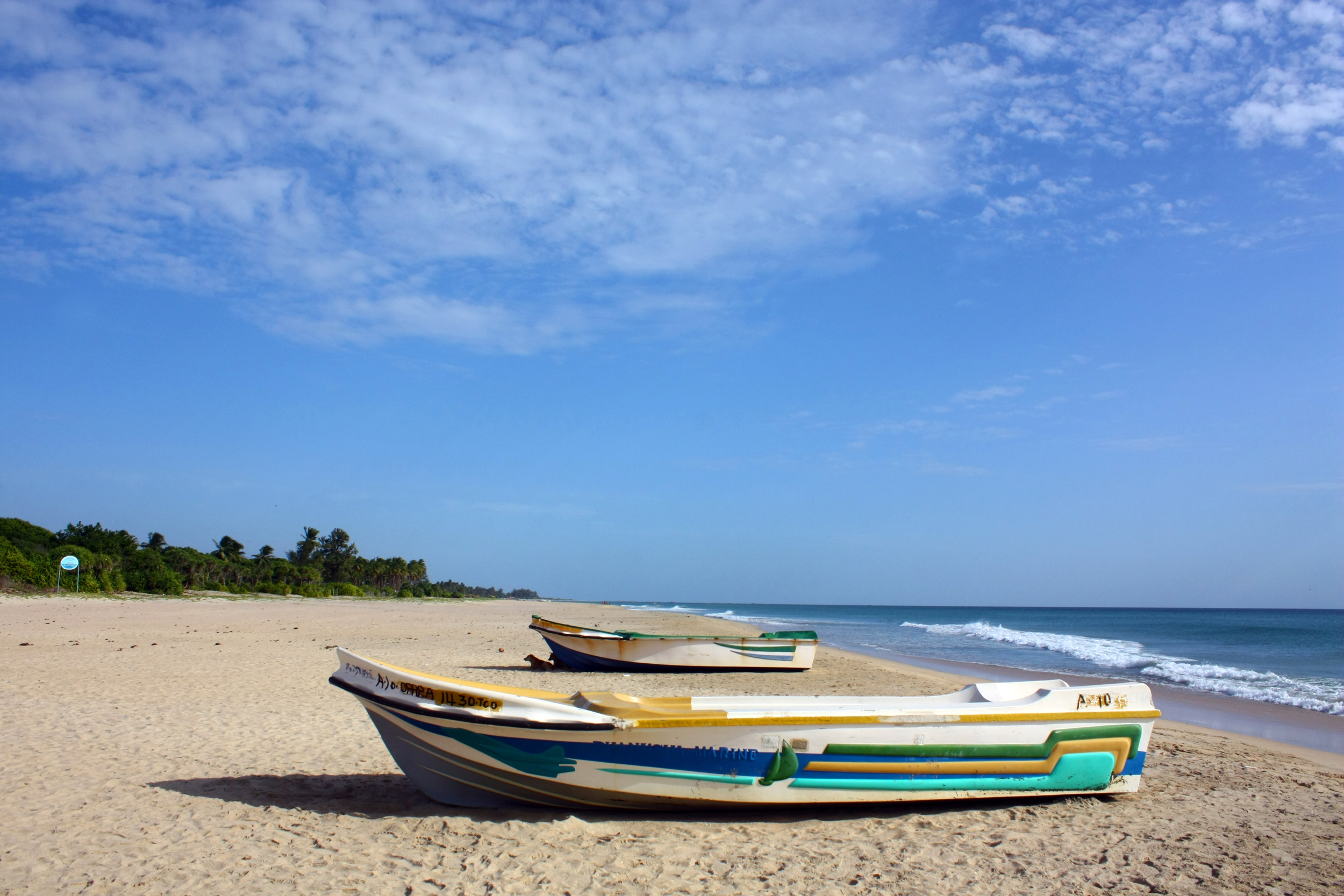
Pláž v Nilaveli severně od města
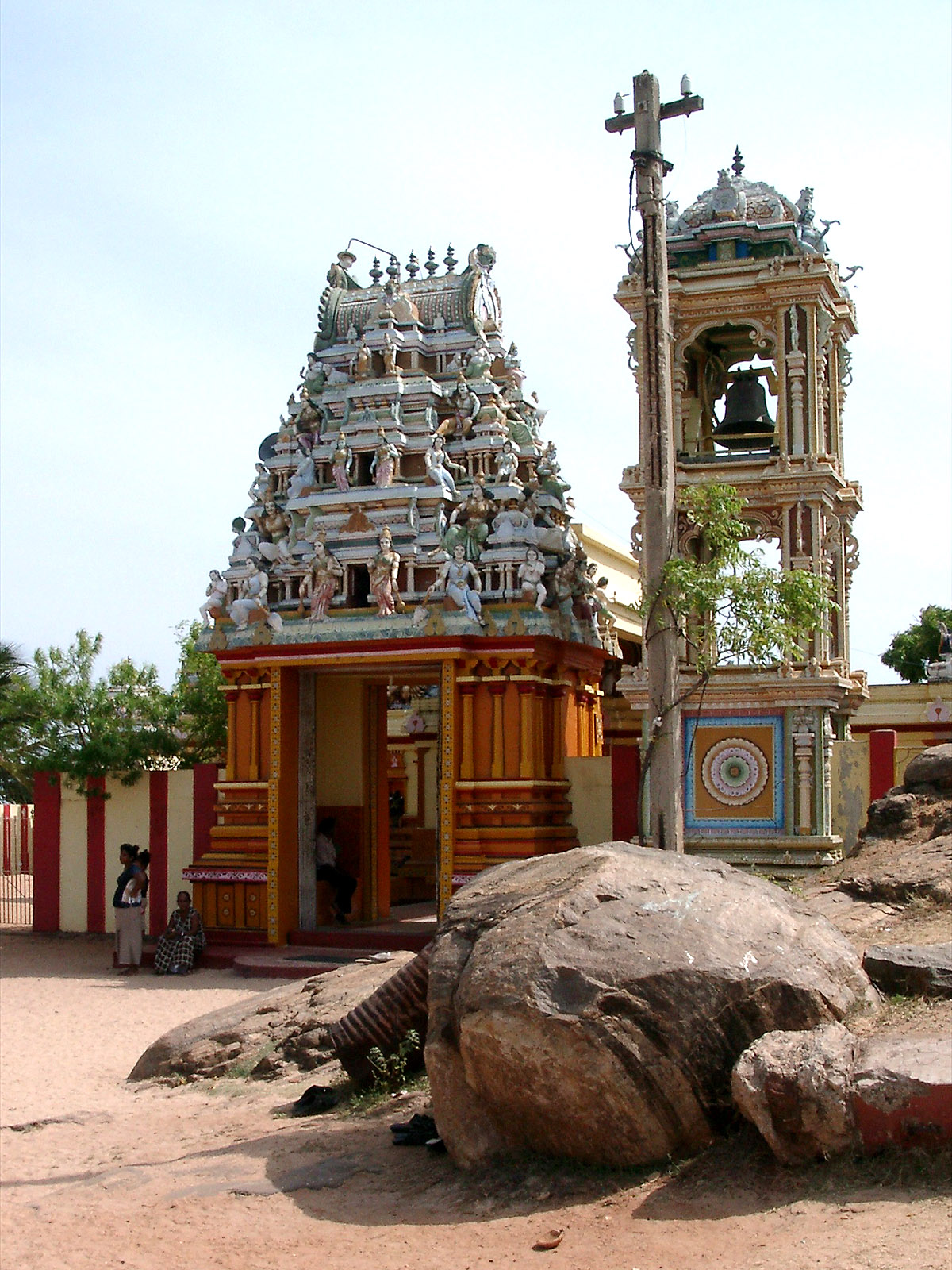
Místní chrám